# Deep Purple
Deep Purple este o formație rock engleză , înființată în Hertford, Anglia, în 1968.

## Istoric

### Către rock progresiv
Inițial intitulat Roundabout, grupul a dorit un ansamblu specializat pe lucrul în studio. Cuprinzându-i pe Ritchie Blackmore (chitară electrică), Rod Evans (voce), Nick Simper (chitară bas), Jon Lord (claviaturi) și Ian Paice (baterie), formația evoluează într-un turneu nord-european și apoi lansează albumul de debut, Shades of Deep Purple (1968). Albumul trece neobservat în patria sa, dar atinge primele 5 poziții în Statele Unite ale Americii prin preluarea cântecului „Hush” (semnat de cantautorul american Joe South). A urmat The Book of Taliesyn (1969), lansat numai în S.U.A., unde intră în clasamente cu o nouă preluare – „Kentucky Woman” de Neil Diamond.
În continuare, grupul experimentează îmbinarea sonorităților hard rock cu muzica orchestrală de tip cult, în direcția rock progresiv; aceste tendințe sunt datorate claviaturistului de formație clasică Jon Lord (orgă electronică, clavecin). Albumul eponim al grupului, cunoscut și ca April, este lansat în 1969 de către casa de discuri americană Tetragrammaton Records. După falimentarea acesteia, survenită la puțin timp după lansare, Evans și Simper sunt concediați. În locul lor vor veni cântărețul Ian Gillan și basistul Roger Glover. Jon Lord concepe Concerto for Group and Orchestra (1969), care are parte de o primire modestă din partea publicului.

### Direcția Ritchie Blackmore: pionierat heavy metal
La acest moment, chitaristul Ritchie Blackmore preia conducerea formației. El modifică radical intențiile muzicale exprimate, Deep Purple devenind o pionieră a muzicii heavy metal din Regatul Unit, alături de Led Zeppelin și Black Sabbath. Componența în care se produce grupul în această perioadă este numită adeseori „clasică” – acum se scriu cântecele celebre „Child in Time” (1969); „Speed King” (1970); „Fireball”, „Black Night” (1971); „Smoke on the Water”, „Highway Star”, „Lazy” (1972) și se lansează discurile Machine Head și Made in Japan (1972). Deep Purple este înscris în Cartea Recordurilor drept cel mai gălăgios grup din lume.

### Destrămarea Deep Purple
Din 1973, grupul testează mai multe formule, cu un succes la public tot mai scăzut; din această perioadă se remarcă piesele „Burn” și „Soldier of Fortune” (1974). Formația se desființează în 1976. În următorii opt ani, foștii componenți ai grupului participă la diverse proiecte. Dintre cele mai dintre cele mai fructuoase colaborări, amintim: chitaristul Ritchie Blackmore și formația Rainbow, vocalistul David Coverdale si formatia Whitesnake.

### Revenire lipsită de succes
După o perioadă de opt ani, timp în care Deep Purple se reînființează în 1984 în formula ei „clasică”. Estetica grupului este adaptată muzicii rock a momentului, căutând în același timp să se îndepărteze de scena metal dezvoltată între timp. Albumul: The House of Blue Light (1987) include cântece care s-au bucurat de un oarecare succes („Call of the Wild”) și aduce ecouri ale perioadei anterioare în această formulă (1970–1973).

### Inovații: influența noilor membri
Din 1989 până în 1994, componența formației traversează o nouă perioadă de instabilitate. În noua formulă, discurile Purpendicular (1996) și Abandon (1998) au un număr de atuuri, alături de coeziunea mai bună a materialului fiind prezente și unele inovații. Discul Bananas (2003), lansat în urma unei noi schimbări de componență, a primit numeroase laude din partea criticii de specialitate. De asemenea, discul Rapture of the Deep (2005) are de câștigat prin aportul membrilor cooptați în ultimii ani.
Deep Purple a susținut trei concerte la București – în 1998, în octombrie 2007, mai 2017 și 8 iulie 2023.

## Componență
| Ani (→)       | 1968              | 1968              | 1969              | 1969              | 1973              | 1973              | 1975              | 1975            | 1976            | 1976                  | 1984                  | 1984              | 1989              | 1989              | 1992              | 1992              | 1993              | 1993         | 1994         | 1994         | 2002         | 2002         | 2009         | 2009         |
| Membri (↓)    | 1968              | 1968              | 1969              | 1969              | 1973              | 1973              | 1975              | 1975            | 1976            | 1976                  | 1984                  | 1984              | 1989              | 1989              | 1992              | 1992              | 1993              | 1993         | 1994         | 1994         | 2002         | 2002         | 2009         | 2009         |
| ------------- | ----------------- | ----------------- | ----------------- | ----------------- | ----------------- | ----------------- | ----------------- | --------------- | --------------- | --------------------- | --------------------- | ----------------- | ----------------- | ----------------- | ----------------- | ----------------- | ----------------- | ------------ | ------------ | ------------ | ------------ | ------------ | ------------ | ------------ |
| voce          | Rod Evans         | Rod Evans         | Rod Evans         | Ian Gillan        | Ian Gillan        | David Coverdale   | David Coverdale   | David Coverdale | David Coverdale | activitate suspendată | activitate suspendată | Ian Gillan        | Ian Gillan        | J.L. Turner       | J.L. Turner       | Ian Gillan        | Ian Gillan        | Ian Gillan   | Ian Gillan   | Ian Gillan   | Ian Gillan   | Ian Gillan   | Ian Gillan   | Ian Gillan   |
| ch. electrică | Ritchie Blackmore | Ritchie Blackmore | Ritchie Blackmore | Ritchie Blackmore | Ritchie Blackmore | Ritchie Blackmore | Ritchie Blackmore | Tommy Bolin     | Tommy Bolin     | activitate suspendată | activitate suspendată | Ritchie Blackmore | Ritchie Blackmore | Ritchie Blackmore | Ritchie Blackmore | Ritchie Blackmore | Ritchie Blackmore | Joe Satriani | Joe Satriani | Steve Morse  | Steve Morse  | Steve Morse  | Steve Morse  | Steve Morse  |
| claviaturi    | Jon Lord          | Jon Lord          | Jon Lord          | Jon Lord          | Jon Lord          | Jon Lord          | Jon Lord          | Jon Lord        | Jon Lord        | activitate suspendată | activitate suspendată | Jon Lord          | Jon Lord          | Jon Lord          | Jon Lord          | Jon Lord          | Jon Lord          | Jon Lord     | Jon Lord     | Jon Lord     | Jon Lord     | Don Airey    | Don Airey    | Don Airey    |
| chitară bas   | Nick Simper       | Nick Simper       | Nick Simper       | Roger Glover      | Roger Glover      | Glenn Hughes      | Glenn Hughes      | Glenn Hughes    | Glenn Hughes    | activitate suspendată | activitate suspendată | Roger Glover      | Roger Glover      | Roger Glover      | Roger Glover      | Roger Glover      | Roger Glover      | Roger Glover | Roger Glover | Roger Glover | Roger Glover | Roger Glover | Roger Glover | Roger Glover |
| baterie       | Ian Paice         | Ian Paice         | Ian Paice         | Ian Paice         | Ian Paice         | Ian Paice         | Ian Paice         | Ian Paice       | Ian Paice       | activitate suspendată | activitate suspendată | Ian Paice         | Ian Paice         | Ian Paice         | Ian Paice         | Ian Paice         | Ian Paice         | Ian Paice    | Ian Paice    | Ian Paice    | Ian Paice    | Ian Paice    | Ian Paice    | Ian Paice    |

## Discografie selectivă
Cuprinde toate albumele de studio și cele mai apreciate albume în concert.
| - Shades of Deep Purple (1968) - The Book of Taliesyn (1968) - Deep Purple (1969) - Concerto for Group and Orchestra (1969, în concert) - Deep Purple in Rock (1970) - Fireball (1971) - Machine Head (1972) - Made in Japan (1972, în concert) - Who Do We Think We Are (1973) - Burn (1974) - Stormbringer (1974) - Come Taste the Band (1975) - Made in Europe (1976, în concert) | - Perfect Strangers (1984) - The House of Blue Light (1987) - Nobody's Perfect (1988, în concert) - Slaves and Masters (1990) - The Battle Rages On... (1993) - Purpendicular (1996) - Abandon (1998) - Bananas (2003) - Rapture of the Deep (2005) - Now What?! (2013) - Infinite (2017) - Whoosh! (2020) - Turning to Crime (2021) - =1 (2024) |